# محمدعلی کامفیروزی
محمدعلی (عباس) کامفیروزی (زادهٔ ۱۳۶۲ در شیراز) فعال حقوق مدنی، وکیل دادگستری و فعال دانشجویی سابق ایرانی است که اغلب برای برعهده گرفتن وکالت پرونده‌های فعالان سیاسی و دانشجویان زندانی شناخته می‌شود.

## زندگی شخصی
محمدعلی کامفیروزی متولد شیراز بوده و پدر او ازشهدای عملیات کربلای ۵ است. محمدعلی کامفیروزی در مقطع کارشناسی ارشد حقوق از دانشگاه تهران فارغ‌التحصیل شده‌است.
کامفیروزی در دوره دانشجویی به عنوان نماینده مدیران مسئول نشریات دانشجویی در شورای مرکزی ناظر بر نشریات وزارت علوم انتخاب شد. او در تیر ۱۳۹۵ به عنوان نماینده دانشجویان در دیدار با سیدعلی خامنه‌ای سخنرانی کرد. کامفیروزی در متن سخنرانی خود به غیرقانونی بودن برخی اقدامات رهبر جمهوری اسلامی و نهادهای تحت امر او اشاره کرد.

## وکالت
کامفیروزی تاکنون وکالت بسیاری از پرونده‌های سیاسی از جمله خبرنگاران و دانشجویان را برعهده گرفته‌است. پرونده سعید مدنی، پرونده نیلوفر حامدی و الهه محمدی (خبرنگاران بازداشتی) و پرونده دانشجویان بازداشت شده در اعتراض های سال ۱۴۰۱ ایران از جمله فعالیت‌های او است.

## محکومیت‌ها و بازداشت
«اگر رهبری (خامنه‌ای) از نقض حقوق شهروندی خبر ندارند جای تأسف دارد و اگر خبر دارند، صد برابر، جای تأسف دارد.» (سخنی از کامفیروزی، وکیل بازداشت‌شده در خیزش ۱۴۰۱ ایران)

سخنرانی او در دانشگاه شیراز که در آن به نقد عملکرد رهبری پرداخته بود منجر به طرح شکایاتی از سوی نهادهای امنیتی شد.در تیر ۱۳۹۹ توسط دادگاه انقلاب شیراز و به اتهام «توهین به رهبری» به دو سال حبس تعلیقی و ۶۰ بار مسافرت به شیراز و معرفی خود به سازمان اطلاعات سپاه محکوم شد اما دادگاه تجدید نظر او را تبرئه کرد.
این وکیل دادگستری سه ماه پس از آغاز خیزش سراسری ایرانیان در سال ۱۴۰۱ در تاریخ ۲۴ آذر ۱۴۰۱ زمانی که برای پیگیری پرونده یکی از موکلین خود به دادسرای اوین مراجعه کرده بود بازداشت شد به گفته وکیل محمدعلی کامفیروزی این بازداشت بدون طی تشریفات قانونی صورت گرفت و طی مدت بازداشت حق تماس با خانواده‌اش را نداشتکامفیروزی در ۱۹ دی ۱۴۰۱ با وثیقه آزاد شد.
به گفته برخی از نزدیکانش در سال ۸۸ نیز برای مدتی در بازداشت بوده‌است.